# Miomantis steelae
Miomantis steelae är en bönsyrseart som beskrevs av Boris Petrovich Uvarov 1935. Miomantis steelae ingår i släktet Miomantis och familjen Mantidae. Inga underarter finns listade i Catalogue of Life.